# Eleição municipal de Pelotas em 1955
A Eleição municipal de 1955 em Pelotas ocorreu em outubro de 1955. Os eleitores votaram para prefeito, vice e vereadores. Os dados aqui apresentados correspondem à notícias de jornais, uma vez que o dado mais antigo que a justiça eleitoral preservou das eleições municipais data de 1959.

## Resultados

### Prefeito
| Resumo             | Resumo | Resumo        |
| Candidatos         | Votos  | %             |
| ------------------ | ------ | ------------- |
| Adolfo Fetter      | 16.113 | 56,60 / 100,0 |
| João Carlos Gastal | 12.128 | 42,60 / 100,0 |
| Torres             | 227    | 00,80 / 100,0 |
| Votos válidos      | 28.468 | 100,0 / 100,0 |

### Vice-Prefeito
| Resumo                | Resumo | Resumo        |
| Candidatos            | Votos  | %             |
| --------------------- | ------ | ------------- |
| Alvacyr Faria Colares | 15.641 | 54,07 / 100,0 |
| Rubens Martins        | 13.284 | 45,93 / 100,0 |
| Votos válidos         | 28.925 | 100,0 / 100,0 |